# San Martino dall'Argine

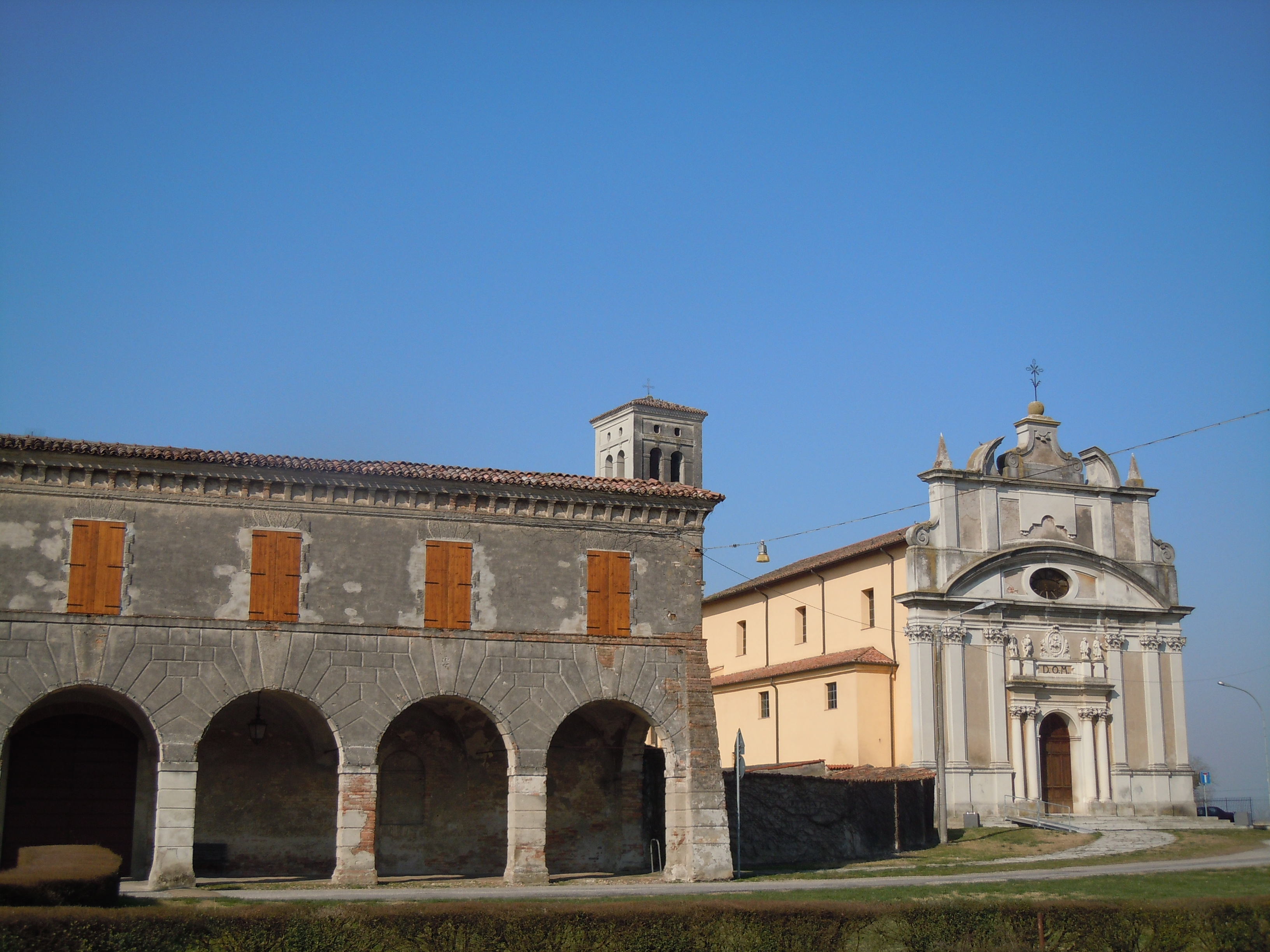
Centrum van San Martino dall'Argine, met kerk en kasteel

San Martino dall'Argine is een gemeente in de Italiaanse provincie Mantua (regio Lombardije) en telt 1843 inwoners (31-12-2004). De oppervlakte bedraagt 17 km², de bevolkingsdichtheid is 109 inwoners per km².

## Geografie
San Martino dall'Argine grenst aan de volgende gemeenten: Bozzolo, Gazzuolo, Marcaria, Rivarolo Mantovano, Spineda (CR).